# Viticulture en Espagne

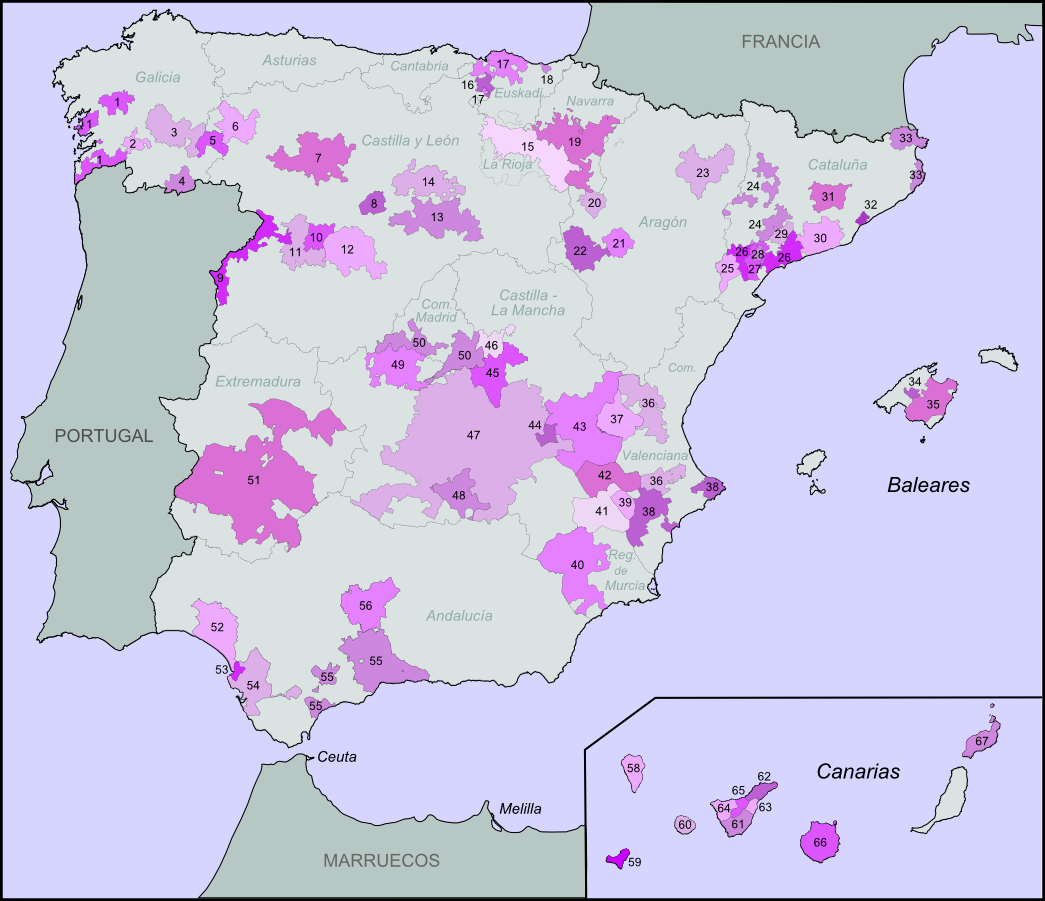
Carte des Denominaciónes de Origen (équivalent des AOC-AOP).

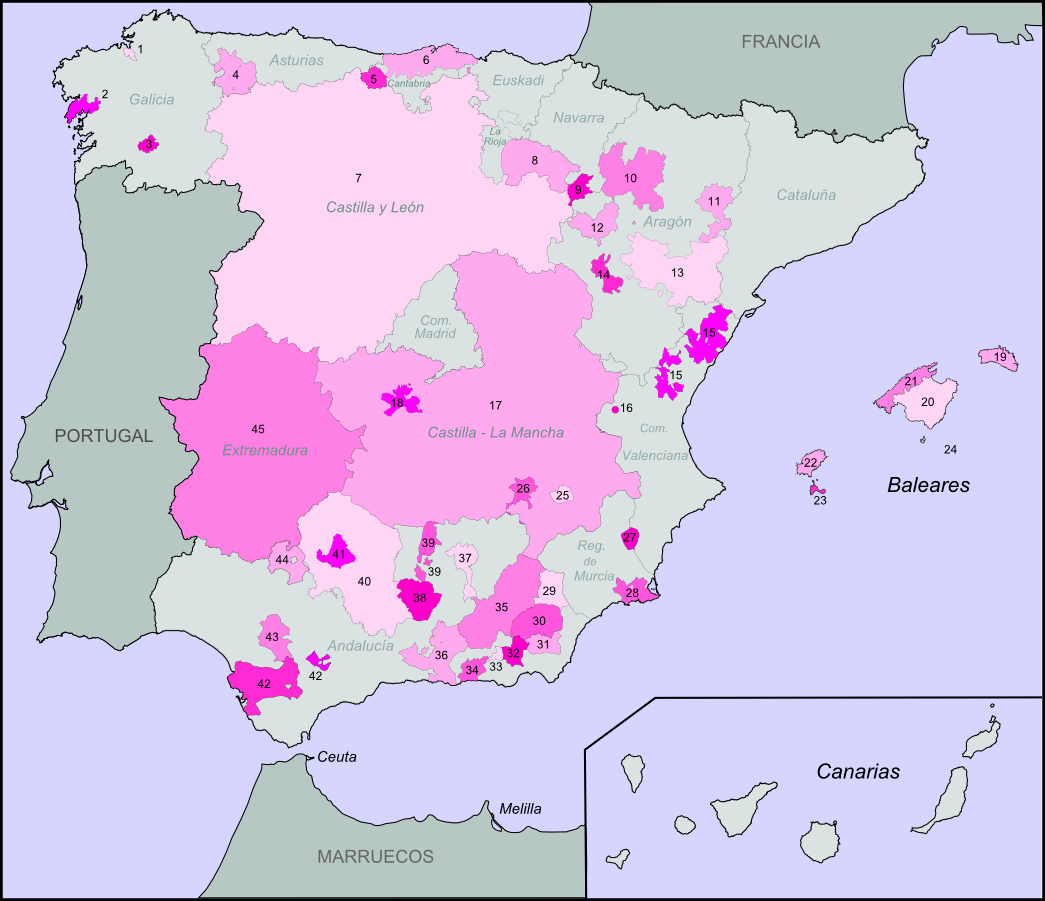
Carte des Vinos de la Tierra (équivalent des IGP).

La viticulture a été introduite en Espagne dans le Sud, par les Phéniciens, et sur les côtes orientales par les Grecs venant de Massalia. La colonisation romaine a structuré le vignoble actuel.
En 2010, le vignoble espagnol a une superficie de 1 102 100 hectares, dont 959 000 hectares utilisés pour produire du vin, ce qui en fait le premier au monde par sa surface, cependant la surface du vignoble est en forte baisse, l'Espagne a perdu 52 000 ha entre 2008 et 2009. La région de Castille-La Manche à elle seule possède une surface d'environ 600 000 ha. Cependant, le volume de production en Espagne n'atteint que 80 % de la production de pays comme la France ou l'Italie. Néanmoins, ces dernières années, la production espagnole a considérablement crû, au point que pour l'année 2011, la production espagnole égalant quasiment celle de l'Italie (39,9 millions d'hectolitres pour l'Espagne contre 40 millions pour l'Italie). D'autres sources annoncent, pour la même année, une plus forte production pour l'Espagne (40,3 millions d'hectolitres) que pour l'Italie (40,2 millions d'hectolitres).
Les vins de Xérès, de la Rioja, du Priorat et de la Ribera del Duero se trouvent parmi les plus prestigieux au monde.

## Histoire

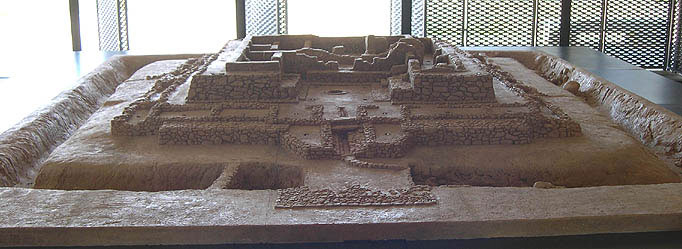
Maquette du site de Cancho Roano.

### Antiquité
L'abondance de cépages originaires d'Espagne favorise un démarrage précoce de la viticulture dans le pays avec la preuve de la présence de pépins de raisins datant de l'ère tertiaire. Les archéologues croient que ces raisins ont été d'abord cultivés quelque part au IVe millénaire av. J.-C., bien avant que la culture viticole des Phéniciens ait fondé le poste commercial de Gadir (actuelle Cadix) vers 1100 av. J.-C..
Les archéologues espagnols ont mis en évidence un rituel de « libation du vin », daté de 750 av. J.-C., à Cancho Roano (dans la province de Badajoz). Cette découverte, financée par l'OIV, a permis de retrouver le tracé de deux routes du vin remontant du sud de l'Espagne vers la Meseta centrale en bifurquant sur Avila et sur Salamanque.

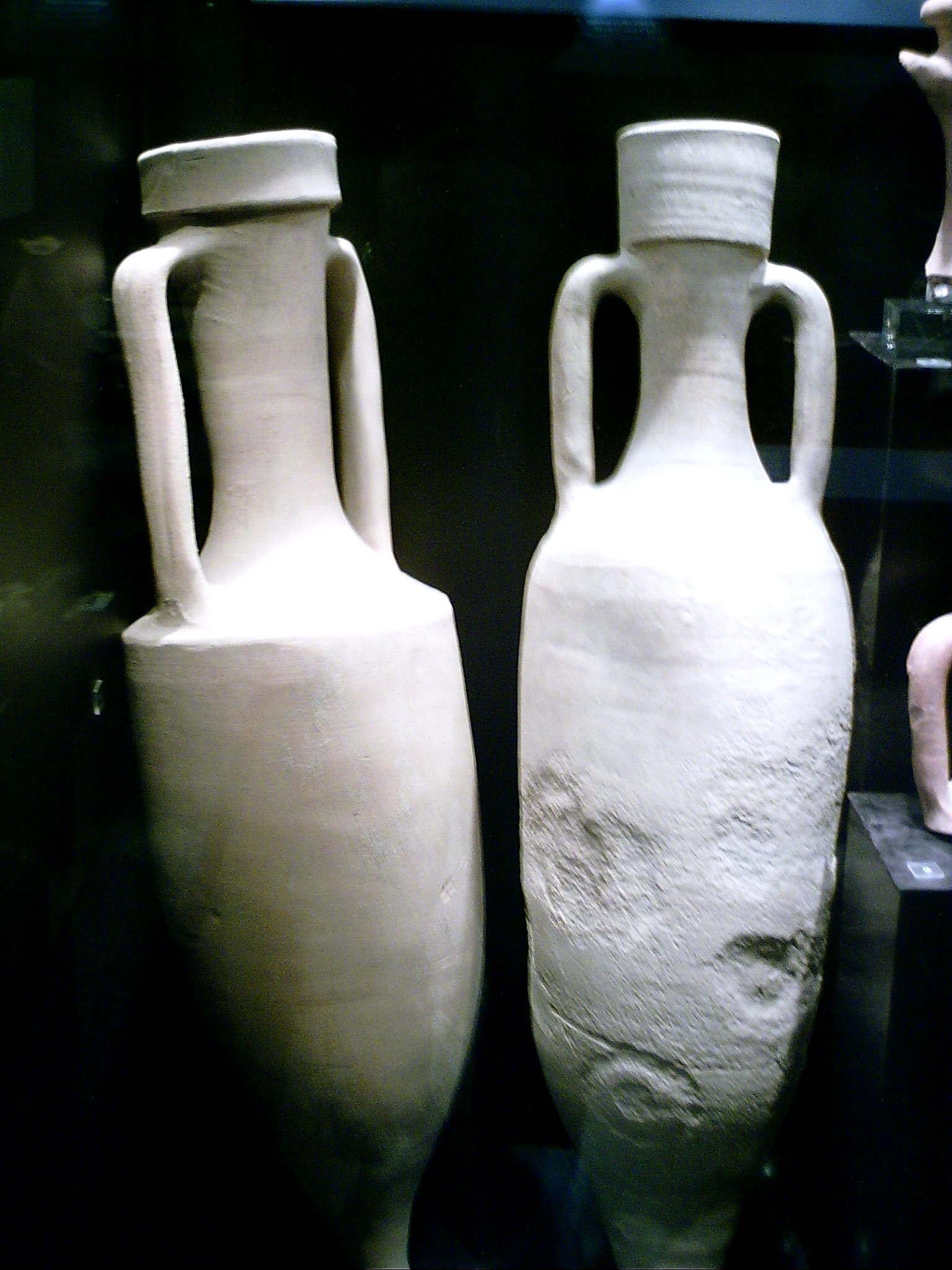
Amphores à vin trouvées dans la province romaine de Tarraconaise.

L'installation des Phéniciens puis des Carthaginois (leurs principales colonies sont d'est en ouest : Ibossim, Akra Leuké, Qart Hadasht, Abdera, Malaka et Gadir) et des Grecs (emporions de Rhode et d'Empúries) le long des côtes de la future Espagne entraine l'introduction de nouvelles avancées techniques dans la région, y compris l'enseignement de la viticulture à partir de l'œuvre de Magon.
À la suite de la deuxième guerre punique entre les républiques carthaginoise et romaine, les Romains prennent le contrôle des côtes méditerranéennes à la fin du IIIe siècle av. J.-C., puis progressivement de l'ensemble de la péninsule Ibérique (fin de la conquête sous Auguste), qui prend le nom d'Hispanie, divisée en plusieurs provinces. La province de Bétique (l'Andalousie actuelle) est la partie la plus prospère et la plus romanisée, exportant massivement ses produits dans des amphores, notamment du vin.

### Moyen Âge

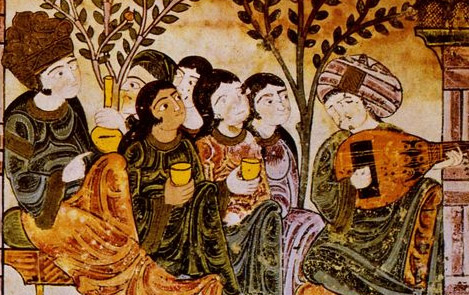
Scène de musique dans un jardin. Miniature extraite du Hadîth Bayâd wa Riyâd, manuscrit marocain ou andalou, XIII.

Au Ve siècle, l'invasion de l'Hispanie par les peuples germaniques tel que les Vandales, les Suèves, les Alains et les Wisigoths entrainent un déclin de la production.
La conquête musulmane en 711 ne fait pas disparaître la viticulture, plus ou moins tolérée non seulement pour les mozarabes (les populations ibériques arabisées), mais aussi pour les musulmans, du moins sous les Omeyyades de Cordoue (les Almoravides et surtout les Almohades sont bien plus austères et rigides). Tous les émirs et califes d'origine arabe ou berbère furent de grands buveurs et les palais de Grenade, Cordoue, Séville, Medinaceli et Almérie furent réputés pour leurs crus (buldän) et les beuveries qui s'y déroulaient.
Les berbères islamisés venus du Maghreb apportèrent leurs cépages dans la péninsule ibérique : un de ceux-ci est encore cultivé en Andalousie, c'est le Faranat blanc de Tunis, connu en Espagne sous le nom de majorquin. En al-Andalous, de nombreux agronomes musulmans décrivirent la viticulture, les différents cépages andalous et leur mode de culture. Le vignoble continua à produire du vin (hamriyya) auquel s'ajoutait le vin de palme (nabid), fait à base de raisins secs (par manque de palmiers-dattiers) et considéré comme non prohibé.
La Reconquista du sud de la péninsule Ibérique par les royaumes chrétiens du Nord est marquée par des plantations dans les terres conquises, où les chevaliers venus du nord obtiennent de grandes propriétés (les latifundiums).
Au bas Moyen Âge, les exportations espagnoles de vins reprennent, avec d'abord les vins de Galice (notamment le ribadavia) connu d'une part grâce aux pèlerins de Compostelle et d'autre part à travers les escales des navires faisant la liaison entre l'Europe du Nord et la Méditerranée (la Galice et le nord du Portugal étaient les dernières régions où on[Qui ?] pouvait se fournir en vin avant de longer les territoires musulmans). L'important marché des îles Britanniques s'ouvre puis se ferme successivement aux vins espagnols selon la situation politique : en 1387, l'Angleterre s'allie avec le Portugal contre la Castille et la France, limitant ainsi le commerce ; en 1453, la Gascogne (vignobles de Bordeaux et du Sud-Ouest) est perdu par le roi d'Angleterre, dont les sujets se fournissent désormais en partie en Espagne.

### Époque moderne

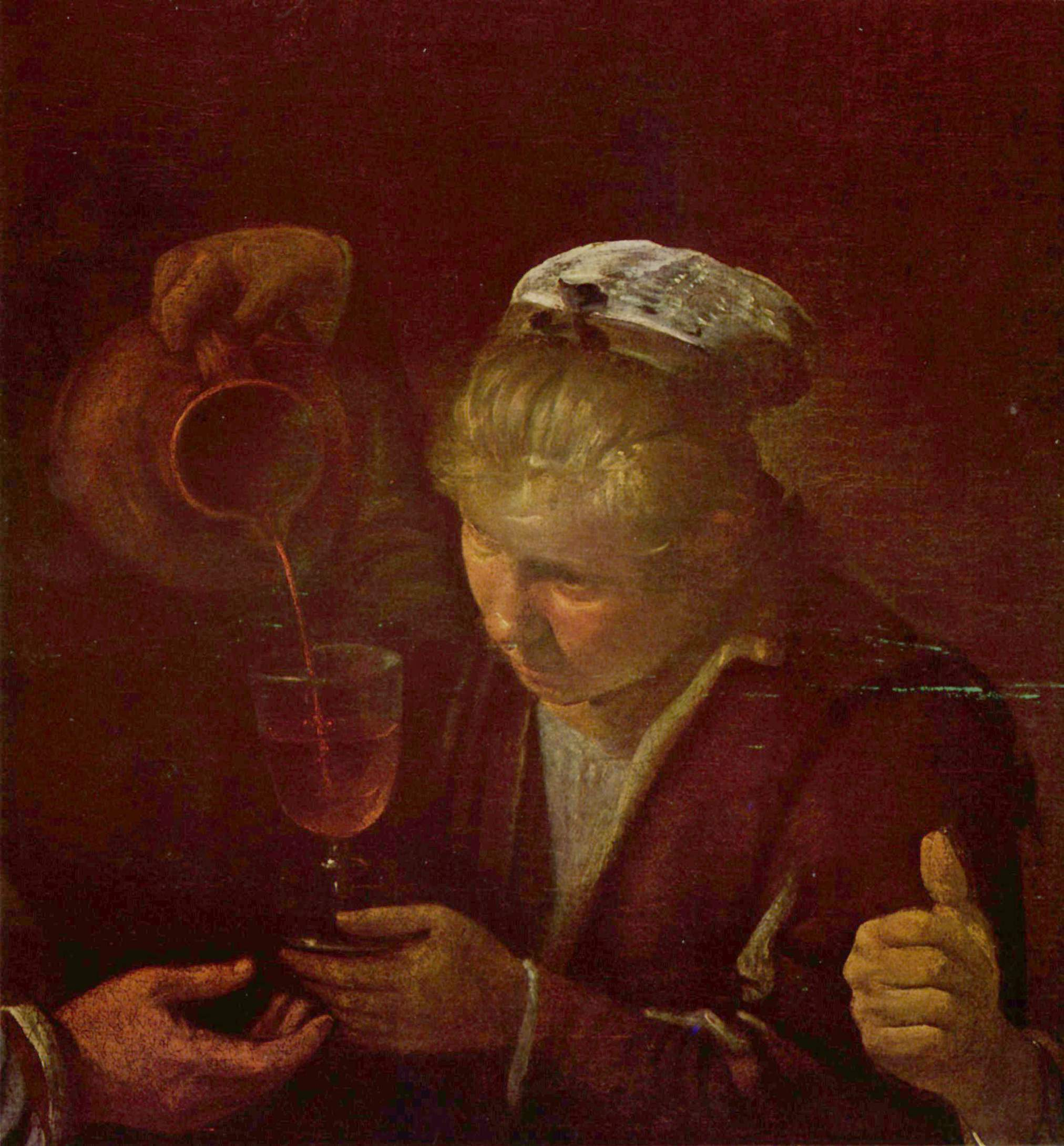
Diego Velázquez, El almuerzo (Le Déjeuner), 1618-1619.

À partir de 1492, les voyages de découverte puis la colonisation des Amériques concernent la viticulture espagnole, car les escadres, les conquistadors et les missionnaires ont besoin de grandes quantités de vin. Par exemple quand Fernand de Magellan s'embarque pour son tour du monde il emmène pour 594 790 maravédis de « vins de Jerez », dépensant plus pour le vin de ses équipages que pour son armement. La production américaine, notamment chilienne, à partir de cépages transplantés fait rapidement concurrence à celle de la métropole, mais ne couvre pas la consommation du Nouveau Monde. Les dépenses militaires nécessaires pour maintenir l'immense empire de Charles Quint et de ses successeurs étaient couvertes en partie par l'argent du Pérou (mines de Potosí) et du Mexique, mais principalement par les impôts levés en Espagne (notamment les milliones levés à partir de 1590 en Castille, ainsi qu'un impôt spécifique sur le vin), d'où l'intérêt de la vigne qui rapporte plus que les céréales, et par les taxes sur le commerce (avec douanes entre les différentes provinces).
Quant aux exportations vers le reste de l'Europe, elles se développent car la Méditerranée orientale ne fournit plus de vins sucrés à l'Europe (l'Empire byzantin étant remplacé par l'Empire ottoman). Les vins andalous se vendent notamment sur le marché des îles Britanniques, à tel point que les vins sont élaborés exprès pour résister au voyage sur l'Atlantique et pour satisfaire le goût anglais, écossais et irlandais pour des boissons fortes. Les ports de Sanlúcar, Cadix et Malaga exportent les vins particulièrement alcoolisés appelés sacks puis sherry (qui ont donné aujourd'hui le xérès, le manzanilla et le malaga). Les tensions politiques entre l'Espagne et l'Angleterre, notamment l'annulation du mariage d'Henri VIII d'Angleterre avec Catherine d'Aragon en 1532 et l'expédition de l'Invincible Armada en 1588, limitent les échanges. L'Inquisition espagnole s'en prend aux négociants anglais tandis que les corsaires permettent l'approvisionnement de l'Angleterre en temps de guerre (tel que le pillage de Cadix en 1587 par Drake, puis en 1596 par Howard).
Aux XVIIe et XVIIIe siècles, la Cour royale espagnole se fournit notamment en vins de la Nouvelle-Castille (notamment les vins de La Mancha, au sud de Madrid), mais aussi en vins de Medina del Campo (aujourd'hui le rueda, produit dans la province de Valladolid).

### Époque contemporaine

#### Dix-neuvième siècle
Le développement économique de l'Espagne au XIXe siècle, notamment dans la partie septentrionale du pays, entraîne un début de modernisation de la viticulture et de la vinification. L'influence bordelaise se fait sentir sur la Rioja (avec l'impulsion du pionnier qu'est Luciano Murrieta à partir des années 1850) et de façon isolée jusqu'en Vieille-Castille (avec la fondation des Bodegas Vega Sicilia), tandis que la méthode champenoise est appliquée en Catalogne avec l'invention du cava. Des cépages français (tels que le cabernet sauvignon, le merlot, le grenache, etc.) commencent à être plantés.
Pendant la seconde moitié du XIXe siècle, le phylloxéra arrive en Europe venant d'Amérique, frappant d'abord en France dans le vignoble du Languedoc dès 1863, puis dans le vignoble de Bordeaux à partir de 1866. L'expansion de l'insecte vers l'Espagne commence plus tardivement, par importation de pieds contaminés ou par expansion naturelle à travers la frontière avec les Pyrénées-Orientales : en 1877 à Malaga (en Andalousie) et en 1878 à Gérone (en Catalogne).
Malgré les mesures d'embargo et l'aménagement de cordons sanitaires aux frontières, la maladie s'étend à tous les vignobles, même si elle est freinée par le compartimentage du relief. Majorque (dans les Baléares) est touchée en 1891, Pampelune (en Navarre) à partir de 1896, Valence (sur la côte levantine) finalement en 1905.
Dans un premier temps, les vignobles espagnols profitent des difficultés des autres pays producteurs car l'offre de vin a considérablement baissé pendant la décennie 1870 : les négociants français viennent se fournir dans la Rioja, en Navarre et en Catalogne, ces exportations étant favorisées par la construction du réseau ferroviaire, permettant le transport par wagon-foudre.
Dans un second temps, étant donné l'arrivée tardive du puceron en Espagne, les viticulteurs bénéficient des solutions développées dans les autres pays, principalement l'arrachage des pieds de vigne avant de replanter sur des porte-greffes d'origine américaine (qui eux résistent à la maladie). Les deux principales conséquences du phylloxera en Espagne est d'abord d'avoir modifié considérablement l'encépagement avec l'introduction de nouveaux plants provenant des vignobles voisins et étrangers, ensuite d'avoir accéléré la modernisation des façons de vinifier le vin, à partir des pratiques étrangères, notamment dans toute la vallée de l'Èbre.

#### Vingtième siècle
En 1926, est fondé un organisme de contrôle du rioja, le Consejo Regulador, suivi par le décret du 8 septembre 1932, transformé en loi du 26 mai 1933 sous le nom d'Estatuto de Vino destinée à réglementer la production viticole. L'article 30 de cette loi donne la première définition d'une désignation géographique d'un vin.
La région de production du xérès obtient elle aussi un texte de protection de l'appellation en 1933, juste avant le début des troubles de la guerre civile (1936-1939). La période du franquisme (1939-1975) est marquée par le développement des coopératives, ainsi que le début de l'exode rural et de la mécanisation des campagnes.
En décembre 1970, un nouveau texte de loi (Ley del Vino y de los Alcoholes) est chargé de contrôler et protéger la production, sous forme de Denominaciónes de Origen (abrégée en « DO », équivalente à une appellation d'origine contrôlée), mais le redécoupage de l'Espagne en communautés autonomes en 1978 puis l'entrée dans la Communauté économique européenne en 1986 entrainent des modifications importantes. Les dénominations de « sauternes », de « chablis » ou de « champagne » pour des vins espagnols sont désormais interdites.

#### Vingt-et-unième siècle

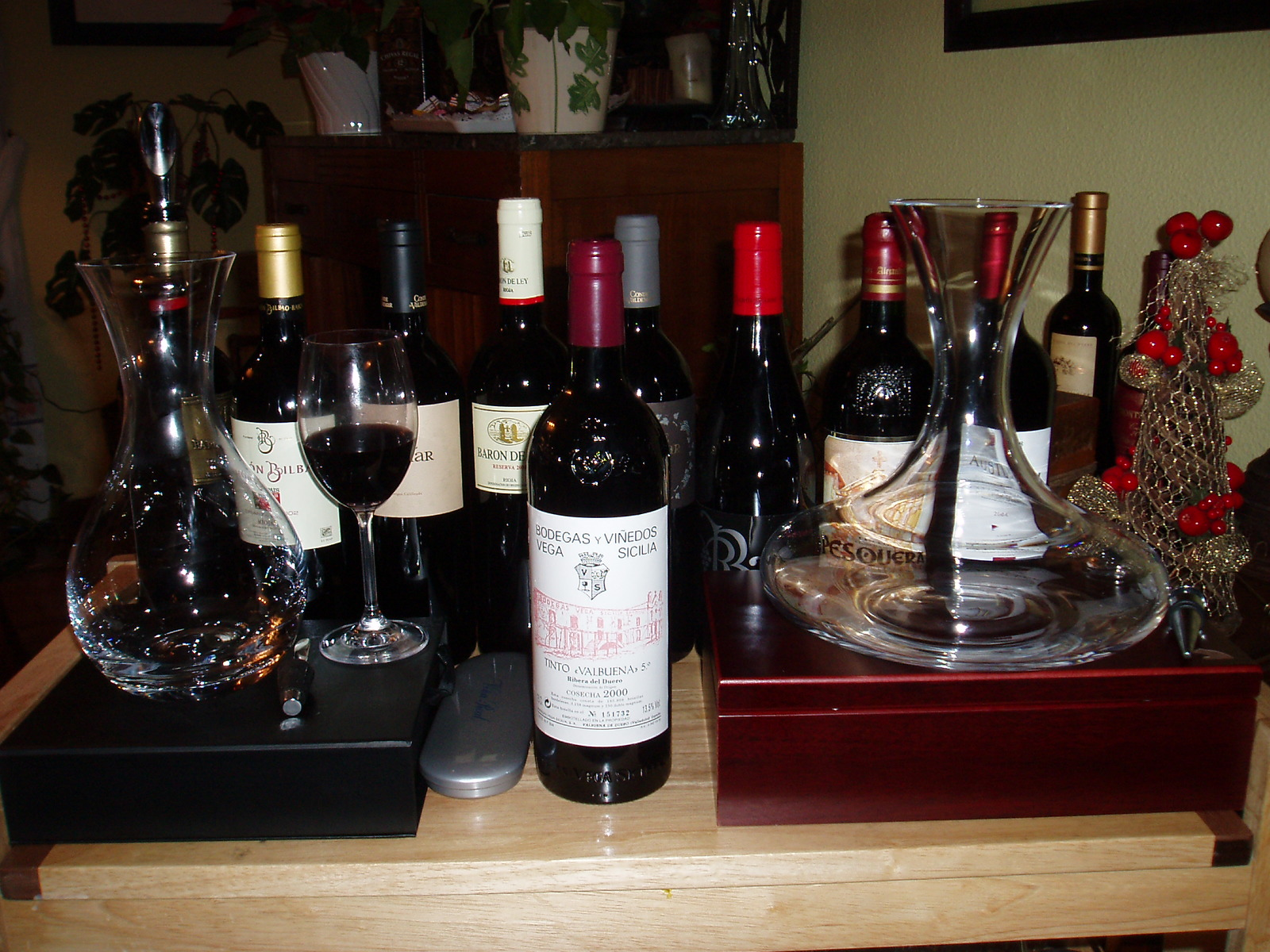
Collection de bouteilles espagnoles, dont une de Vega Sicilia.

Finalement, une classification est mise au point par le gouvernement espagnol pour correspondre à la réglementation de l'Union européenne (en AOP ou en IGP), dont les définitions sont données par la loi du 10 juillet 2003 (LEY 24/2003, de 10 de julio, de la Viña y del Vino).
La hiérarchie de la production se fait au sein de douze régions viticoles, avec 69 Denominaciones de Origen (DO) dont 2 Denominaciones de Origen Calificada (DOCa), ainsi que 4 Vinos de Calidad con Indicacion Geografica (VC), 10 Vinos de Pago (VP) et 46 Vino de la Tierra (VT, qui correspondent aux IGP européens). La définition des différentes appellations est confiée à l'Instituto Nacional de Denominaciónes de Origen (abrégée en « INDO ») qui dépend du Ministerio de Agricultura, Pesca y Alimentación.
L'Espagne est désormais un des principaux exportateurs mondiaux, essentiellement vers le reste de l'Europe ainsi que vers les États-Unis et l'Asie. Si les vins de table en vrac forment la majorité du volume exporté vers la France et la Russie, les vins embouteillés expédiés vers le Royaume-Uni, l'Allemagne et les États-Unis représentent la majorité de la valeur. L'image du vin espagnol à l'étranger évolue à la fin du XXe siècle : les producteurs tel qu'Ermita, Vega Sicilia, Pingus (en) ou Torres, les appellations tel que le priorat ou le ribera-del-duero se sont fait mondialement connaître depuis les années 1990.

## Climat
Les climats espagnols sont essentiellement de type méditerranéen (appelé aussi « climat subtropical de façade ouest »), avec des influences océaniques au nord-ouest, continentales à l'intérieur des terres, semi-arides au sud-est, ainsi que montagnards sur les reliefs.
Les îles Canaries sont à part avec un climat tropical humide.
En somme, si tous les vignobles espagnols connaissent des étés ensoleillés, le nord-ouest (Galice, Asturies, Cantabrie, Pays basque et Navarre) profite de précipitations plus abondantes, l'intérieur des terres (Castille-et-León, Estrémadure, Madrid, Castille-La Manche, La Rioja et Aragon) a des hivers plus frais et moins d'eau (la Meseta centrale est isolée des mers par la cordillère Cantabrique, les Monts ibériques et la Sierra Morena), tandis que le sud-est (Andalousie et Levant espagnol) est plus aride (l'évaporation est supérieure aux précipitations d'Almería à Valence). L'altitude des vignobles sur les plateaux castillans est de 500 à 800 mètres, un peu adoucis dans les vallées par les fleuves Douro et Tage.
Ces températures estivales élevées et le manque de précipitations entraînent des densités de plantation relativement faibles, dans certains cas la nécessité d'irriguer, ainsi que le besoin en équipements pour réfrigérer les caves de vinification.

Découpage climatique espagnol : océanique en bleu clair, océanique à tendance continentale en bleu foncé, méditerranéen à tendance continentale en vert, méditerranéen semi-aride en jaune, montagnard en marron.
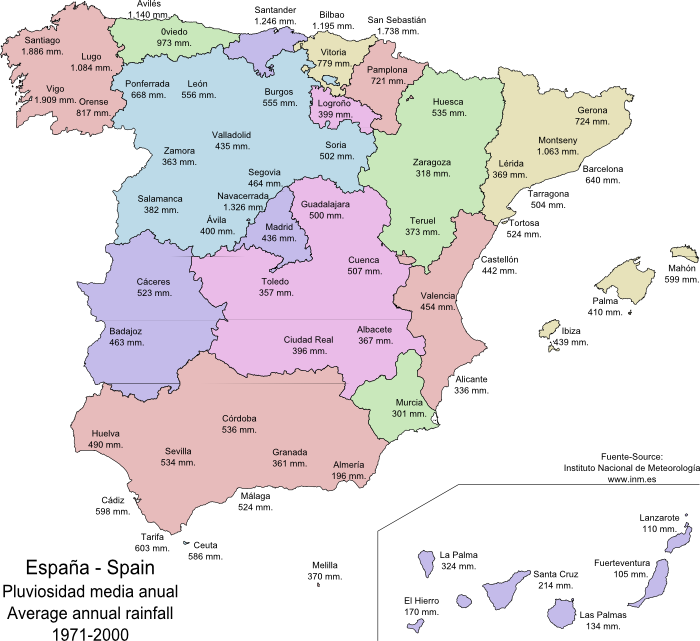
Hauteurs des précipitations annuelles moyennes des principales villes espagnoles (1971-2000). Les couleurs correspondent aux différentes communautés autonomes.
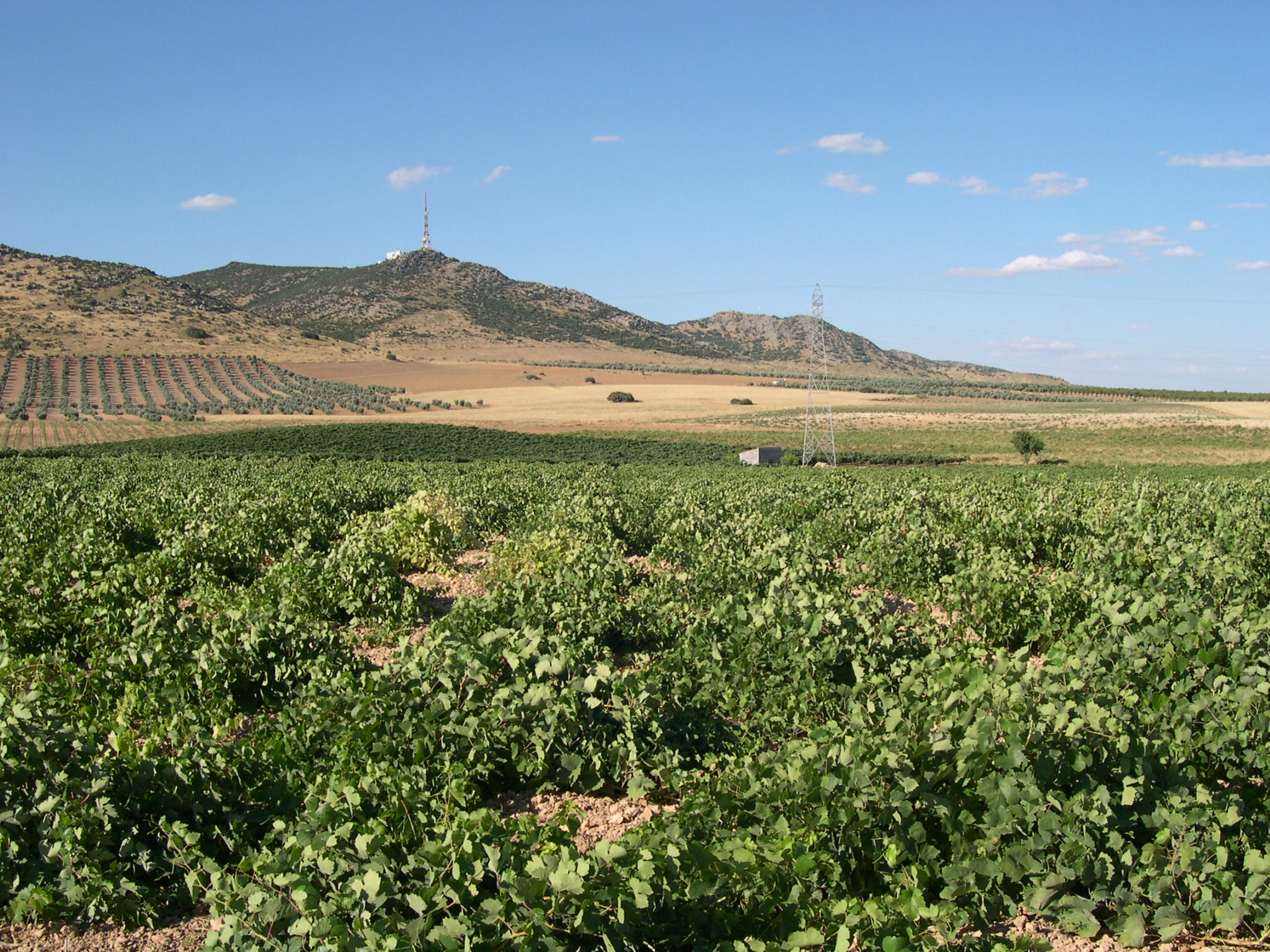
Vignes à Herencia (province de Ciudad Real) : climat méditerranéen continental, d'où le relief desséché.

| Mois                              | jan. | fév. | mars | avril | mai  | juin | jui. | août | sep. | oct. | nov. | déc. | année   |
| --------------------------------- | ---- | ---- | ---- | ----- | ---- | ---- | ---- | ---- | ---- | ---- | ---- | ---- | ------- |
| Température minimale moyenne (°C) | 5    | 5,8  | 6,6  | 7,7   | 9,9  | 12,6 | 14,6 | 14,6 | 13,6 | 10,8 | 7,9  | 6,2  | 9,6     |
| Température maximale moyenne (°C) | 11,6 | 12,9 | 15,1 | 16,1  | 18,2 | 22   | 24,3 | 24,2 | 22,4 | 18,5 | 14,7 | 12,3 | 17,7    |
| Ensoleillement (h)                | 113  | 116  | 176  | 184   | 217  | 269  | 297  | 281  | 205  | 154  | 109  | 90   | 2 212   |
| Précipitations (mm)               | 255  | 219  | 145  | 148   | 141  | 73   | 43   | 40   | 113  | 215  | 228  | 298  | 1 908,9 |

| Mois                              | jan. | fév. | mars | avril | mai  | juin | jui. | août | sep. | oct. | nov. | déc. | année |
| --------------------------------- | ---- | ---- | ---- | ----- | ---- | ---- | ---- | ---- | ---- | ---- | ---- | ---- | ----- |
| Température minimale moyenne (°C) | −1,2 | −0,1 | 1    | 2,6   | 5,8  | 9,2  | 11,7 | 12   | 9,8  | 6    | 2,1  | 0,2  | 4,9   |
| Température maximale moyenne (°C) | 7,4  | 10,3 | 13,4 | 14,8  | 18,7 | 23,9 | 28,5 | 28,2 | 24,2 | 17,6 | 11,8 | 8,1  | 17,2  |
| Ensoleillement (h)                | 120  | 155  | 203  | 221   | 264  | 313  | 361  | 340  | 245  | 196  | 137  | 98   | 2 645 |
| Précipitations (mm)               | 42   | 33   | 23   | 48    | 55   | 35   | 19   | 19   | 30   | 45   | 49   | 55   | 455,4 |

| Mois                              | jan. | fév. | mars | avril | mai | juin | jui. | août | sep. | oct. | nov. | déc. | année |
| --------------------------------- | ---- | ---- | ---- | ----- | --- | ---- | ---- | ---- | ---- | ---- | ---- | ---- | ----- |
| Température minimale moyenne (°C) | 8    | 9    | 10   | 12    | 15  | 18   | 21   | 22   | 20   | 16   | 12   | 9    | 14,3  |
| Température maximale moyenne (°C) | 17   | 18   | 19   | 21    | 24  | 27   | 30   | 31   | 28   | 24   | 20   | 18   | 23,1  |
| Ensoleillement (h)                | 191  | 191  | 228  | 250   | 299 | 322  | 338  | 312  | 257  | 221  | 187  | 176  | 2 972 |
| Précipitations (mm)               | 23   | 21   | 15   | 20    | 14  | 10   | 1    | 1    | 12   | 28   | 28   | 23   | 196   |

## Classification
Les lois sur le vin espagnol ont créé en 1932 la Denominación de Origen (DO), système ensuite amélioré en 1970. Le système présente de nombreuses similitudes avec les systèmes hiérarchiques de la France (appellation d'origine contrôlée : AOC), du Portugal (denominação de Origem Controlada : DOC) et de l'Italie (Denominazione di origine controllata : DOC). En 2009, il y avait à travers l'Espagne 67 appellations de vin de qualité référencées en tant que telles.
- Le vino de mesa est un vin de table.
- Le vino de la tierra correspond au vin de pays.
- La denominacion de origen est une appellation d'origine contrôlée.
- La denominacion de origen calificada est une AOC de qualité supérieure. On en dénombre deux: Rioja et Priorato
- Le vino joven est un cru mis en bouteille après clarification.
- Le vino de roble est un cru dans sa deuxième année qui a passé au moins quatre mois dans des fûts en chêne.
- Le vino de crianza est un cru dans sa troisième année qui a passé au moins dix mois dans des fûts en chêne.
- Le reserva est un cru qui a vieilli pendant trois années entières, dont au moins un an dans des fûts en chêne
- Le gran reserva est un cru qui a vieilli cinq années entières, dont au moins deux ans dans des fûts en chêne.

Depuis juillet 2003, une nouvelle loi permet de considérer le vin comme un aliment.

### Autres termes
- Une bodega est une maison de vin. Sur une étiquette, ce terme, associé à un patronyme, désigne l'entreprise viticole de la personne en question. Par exemple, Bodegas Torres et Bodegas Vega Sicilia.
- Le cava est un vin pétillant élaboré selon la méthode champenoise traditionnelle.

## Cépages de cuve cultivés en Espagne
De nombreuses variétés autochtones sont cultivées en Espagne, ainsi que des cépages internationaux.
On[Qui ?] trouvera ci-après un bref aperçu de la variété ampélographique du terroir espagnol.

### Quelques cépages rouges
- Bobal
- Cariñena
- Callet (de)
- Graciano
- Garnacha
- Listán negro
- Monastrell
- Manto negro (es)
- Negramoll
- Sumoll
- Tempranillo

### Quelques cépages blancs
- Airén
- Albariño
- Macabeo
- Moll (es)
- Palomino
- Parellada
- Pedro ximénez
- Verdejo
- Xarel·lo
- Zalema

## Les terroirs espagnols
Actuellement, il y a en Espagne 65 DO (appellation d'origine) reconnues, dont la liste est regroupée au sein des quinze communautés autonomes. En 1991, les vins de La Rioja ont accédé à la DOC (Denominación de Origen Calificada), et en 2000 ce fut le cas de ceux du Priorat.
Plusieurs appellations s'étendent sur plusieurs provinces :
- le rioja voit sa région de production dépasser les limites de la région éponyme pour s'étendre en Navarre, au Pays basque et en Castille et Léon ;
- les provinces d'Andalousie, d'Aragon, des îles Baléares, des îles Canaries, de Castille-La Manche, de Catalogne, d'Extrémadure, de Madrid, de Murcie et la communauté valencienne peuvent commercialiser leur production en vin de pays, sous l'appellation Viñedos de España (es) ;
- le cava est produit dans les provinces d'Aragon, de Castille et Léon, de Catalogne, d'Extrémadure, de Navarre, du Pays basque, de La Rioja et de la communauté valencienne.

Les meilleurs vignobles sont situés sur le plateau entre 500 et 800 mètres d'altitude, là où le soleil est moins puissant et où les nuits sont plus fraîches.
L'ouest du pays bénéficie de l'humidité océanique, le sud connaît des étés caniculaires et des hivers froids, la côte catalane bénéficie d'un climat méditerranéen.

### Andalousie

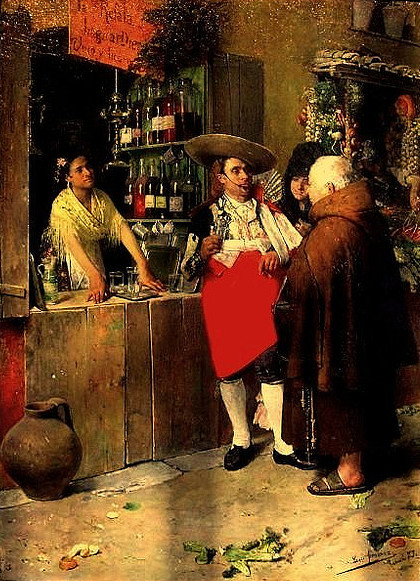
Estaminet andalou, par Luis Jimenez Y. Aranda, 1873.

Le vignoble d'Andalousie repose sur un sol qui conserve bien l'eau, condition indispensable sous un climat méditerranéen sec où une grande partie de la période végétative de la vigne se déroule pendant la saison aride. Les cépages résistants à la sécheresse sont le palomino fino B, le Pedro ximénez B, le moscatel B ou le zalema B.
Ce vignoble est essentiellement producteur de vins blancs. Élevés en solera, ces vins sont typés par le style de la société de négoce éleveur. Ils peuvent être secs (sans sucre) ou doux.
Six dénominations d'origine (DO) y sont reconnues :
- Condado de Huelva ;
- Xérès ;
- Malaga ;
- Manzanilla ;
- Montilla-moriles ;
- Sierras de Malaga (es).

Le vignoble donne aussi un vin aromatisé qui bénéficie d'une DO :
le vino naranja del Condado de Huelva (es), c'est-à-dire le vin orange de Condado de Huelva.
Il comprend également les deux appellations vino de calidad (es) suivantes :
- Granada ;
- Lebrija.

Enfin, seize vins de pays y sont produits. Ce sont les appellations suivantes :
- Altiplano de Sierra Nevada ;
- Ribera del Andarax ;
- Bailén ;
- Cádiz ;
- Córdoba ;
- Cumbres del Guadalfeo ;
- Desierto de Almería ;
- Laderas del Genil ;
- Laujar-Alpujarra ;
- Los Palacios ;
- Norte de Almería ;
- Sierras de Las Estancias y Los Filabres ;
- Sierra Norte de Sevilla ;
- Sierra Sur de Jaén ;
- Torreperogil ;
- Villaviciosa de Córdoba.

### Aragon
Le vignoble d'Aragon comprend quatre DO reconnues :
- Calatayud ;
- Campo de Borja ;
- Cariñena ;
- Somontano.

Il comporte également six vins de pays :
- Bajo Aragón ;
- Ribera del Gállego-Cinco Villas ;
- Valdejalón ;
- Valle del Cinca ;
- Ribera del Jiloca ;
- Ribera del Queiles.

### Asturies
Le vignoble des Asturies ne comprend qu'une appellation vino de calidad (es) : le cangas (es).

### Îles Baléares

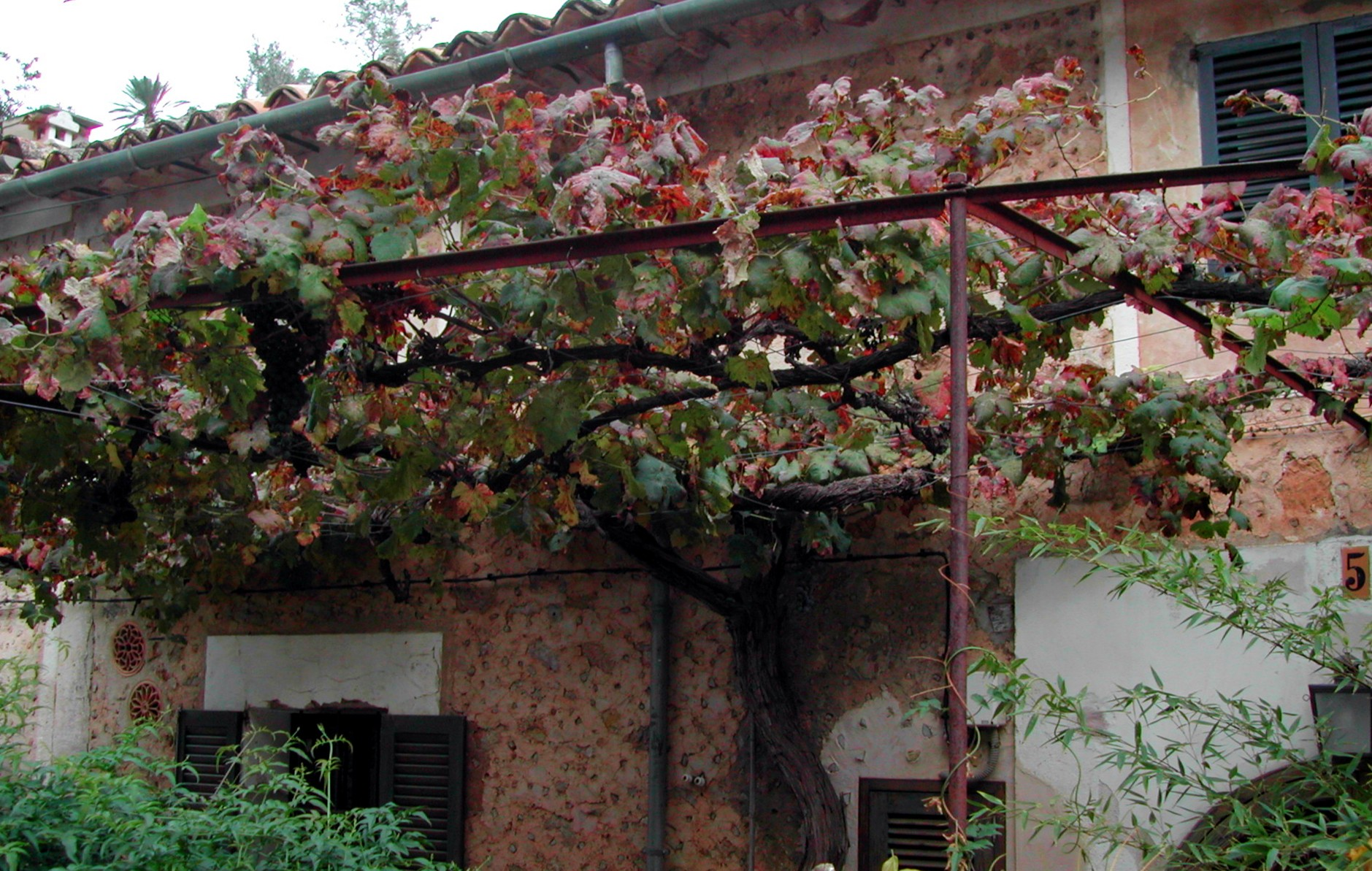
Vieille treille à Deià.

Le vignoble des Îles Baléares comprend deux DO. Ce sont les appellations suivantes :
- Binissalem (es) ;
- Pla i Llevant (es).

Six vins de pays sont également produits aux Baléares. Ce sont les appellations suivantes :
- Ibiza ;
- Illes Balears (c'est l'appellation générique de la région) ;
- Isla de Menorca ;
- Serra de Tramuntana-Costa Nord ;
- Formentera ;
- Mallorca.

### Canaries
Le vignoble des Canaries comprend neuf DO reconnues :
- Abona (en) ;
- El Hierro (es) ;
- La Gomera (es) ;
- La Palma (es) ;
- Lanzarote (es) ;
- Tacoronte-Acentejo (es) ;
- Valle de Güimar (es) ;
- Valle de la Orotava (es) ;
- Ycoden-Daute-Isora (es).

### Cantabrie
Le vignoble cantabre ne comprend que deux vins de pays, le costa-de-cantabria (es) et le liébana (es).

### Castille-La Manche
Le vignoble de Castille-La Manche comprend neuf DO reconnues :
- Almansa (es) ;
- Jumilla[24] ;
- La Mancha ;
- Manchuela (es) ;
- Méntrida (es) ;
- Mondéjar (es) ;
- Ribera del Júcar (es) ;
- Uclés (es) ;
- Valdepeñas (es).

Il comporte également les appellations vino de pago (es) suivantes :
- Campo de la Guardia ;
- Casa del Blanco ;
- Dehesa del Carrizal ;
- Dominio de Valdepusa ;
- Finca Élez ;
- Guijoso ;
- Pago Florentino ;
- Pago Calzadilla.

Quatre vins de pays y sont également produits :
- Castilla ;
- Gálvez ;
- Pozohondo ;
- Sierra de Alcaraz.

### Castille et León
Le vignoble de Castille et León comprend neuf DO reconnues :
- Arlanza (es) ;
- Arribes (es) ;
- Bierzo ;
- Cigales (es) ;
- Ribera del Duero ;
- Rueda ;
- Tierra de León (es) ;
- Tierra del Vino de Zamora (es) ;
- Toro (es).

Le nord-est de la province est occupé par une petite partie du vignoble de la DOC rioja.
Par ailleurs, le vignoble de Castille et Léon comprend trois appellations vino de calidad (es) :
- Sierra de Salamanca ;
- Valles de Benavente ;
- Valtiendas.

Enfin, un vin produit en Castille et Léon peut être commercialisé en vin de pays sous l'appellation éponyme.

### Catalogne

Carte des dénominations d’appellations d'origine catalane

Le vignoble de Catalogne comprend l'une des deux DOC espagnoles : l'appellation Priorat. Cette DOC a pour cépages le grenache, la syrah et le cabernet et compte environ 1 000 hectares.
Il comporte dix DO. Ce sont les appellations suivantes :
- Alella : Cette DO compte environ 525 hectares[26]. Les cépages utilisés sont le pranillo, le merlot et le cabernet pour les vins rouges. Pour les vins blancs les cépages sont le xarel-lo et le chardonnay.
- Empordà, appelée « Ampurdán » en castillan. La superficie est de 2 475 hectares[27]. Les vins rouges proviennent de deux cépages principaux : le samsó, nom local du carignan[28] et le lledoner, nom local du grenache noir. Les vins blancs sont élaborés à base de grenache blanc, viura, nom local du macabeu et du muscat d'Alexandrie.
- Catalunya (en), appelée Cataluña (es) en castillan - c'est l'appellation générique de la région ;
- Conca de Barberà, appelée « Conca de Barberá » en castillan. La superficie représente environ 6 000 hectares[29]. Les cépages utilisés en vin rouge sont le trepat[30], le grenache et l'ull de llebre[31]. Les cépages pour les vins blancs sont le macabeu, la parellada, le sauvignon et le chardonnay.
- Costers del Segre :  Cette DO compte un peu moins de 4 000 hectares[32]. Les cépages utilisés sont le grenache, le ull de llebre, le cabernet, le monastrell, le trepat, le samsô, le pinot noir et la syrah.
- Montsant ;
- Penedès, appelée Penedés en castillan - cette appellation est principalement consacrée au cava ;
- Pla de Bages (en) ;
- Tarragona ;
- Terra Alta (en).

### Estrémadure
Le vignoble d'Estrémadure comporte une DO, l'appellation Ribera del Guadiana (es).
Un vin de pays est produit en Estrémadure, avec l'appellation éponyme (es).

### Galice

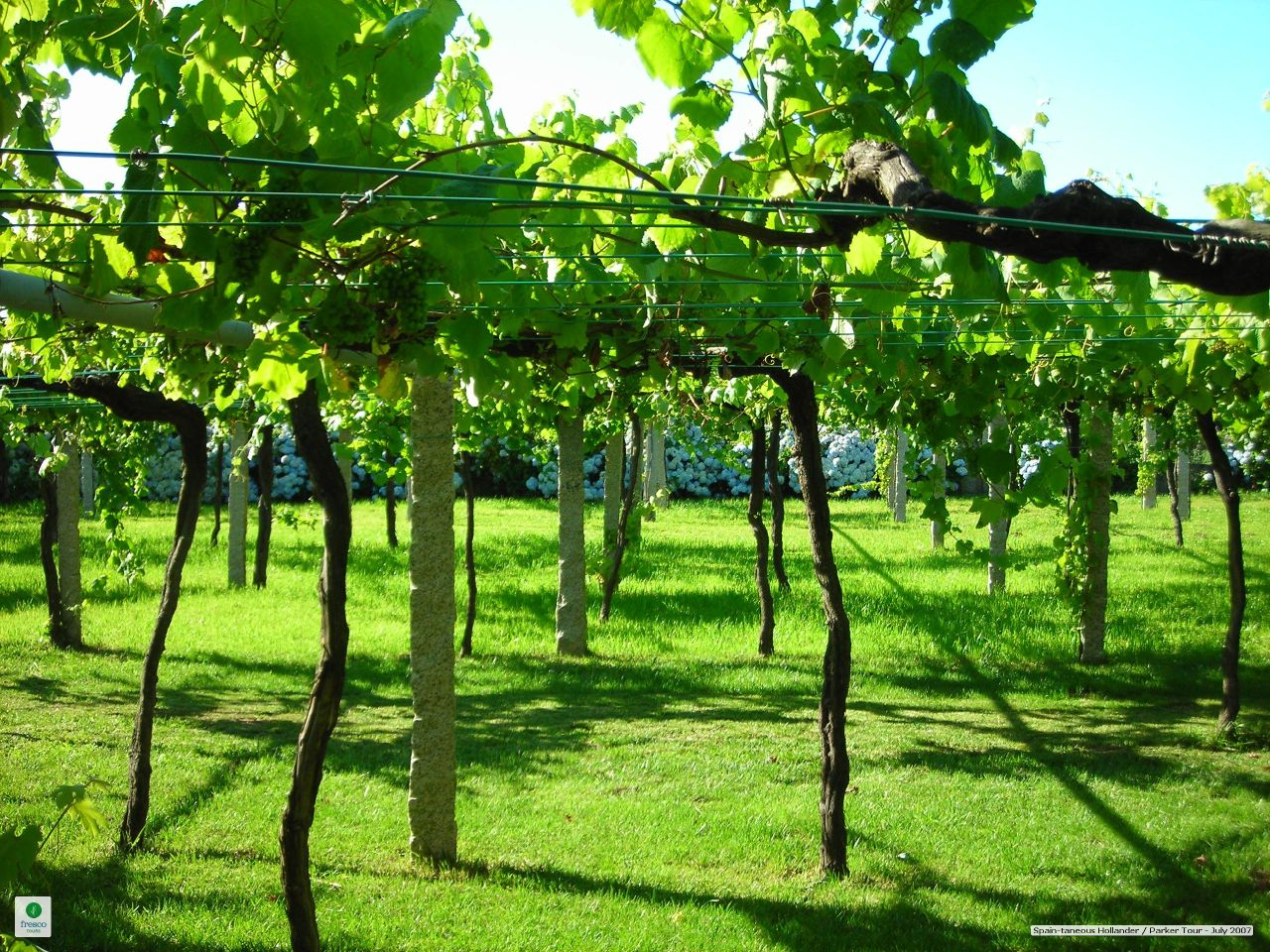
Vignoble de Galice conduit sur parrales.

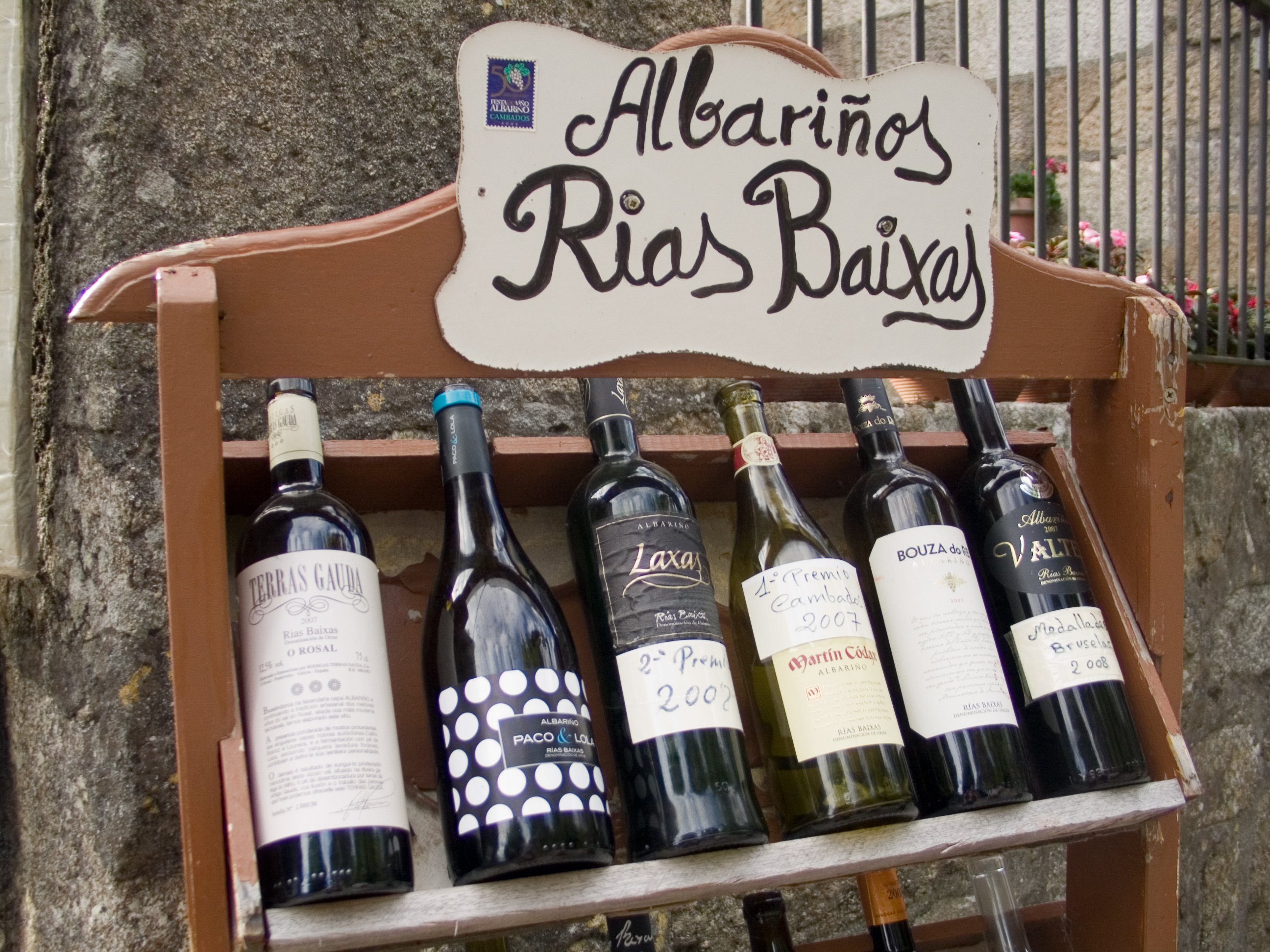
Vins de Ribeira do Ulla, sous-zone des Rias Baixas.

Le vignoble de la Galice comporte cinq DO. Ce sont les appellations suivantes :
- Monterrei (gl) ;
- Rías Baixas ;
- Ribeira Sacra ;
- O Ribeiro (gl), dénomination de la DO, les vins historiques de la comarque O Ribeiro sont connus sous le nom générique ribeiro (gl) ;
- Valdeorras (gl).

Trois vins de pays y sont également produits. Ce sont les appellations suivantes :
- Betanzos ;
- Val do Miño-Ourense, appelé Valle del Miño-Orense en castillan ;
- Barbanza e Iria.

Dans cette région espagnole cohabitent deux types de viticulture : les vignobles aux ceps taillés courts se trouvent uniquement à l'intérieur des terres tandis que les vignes menées en hautain se situent le long des côtes. Ce dernier mode de conduite est appelé parrales. « Elles grimpent le long des poteaux et s'entortillent autour des treilles disposées de façon à les protéger de l'humidité », a constaté Alexis Lichine.

#### Sous-zones des Rias Baixas
Un rías baixas est vinifié à partir des cépages albariño, treixadura, loureira et caíño blanco ; à eux quatre, ils doivent représenter au moins 70 % des cépages utilisés. Si l'étiquette comporte la mention albariño, le vin sera constitué par ce seul cépage, à hauteur de 70 % minimum. Et si elle comporte la mention barrica, le vin aura bénéficié d'un élevage d'au moins trois mois en fûts de chêne.
Par ailleurs, l'appellation Rías Baixas est divisée en cinq sous-zones. Ce sont les crus suivants :
- Condado de Tea (545 hectares de vignes), près de la frontière avec le Portugal. Les vins présentant cette mention contiennent au moins 70 % d'albariño et treixadura.
- O Rosal (312 hectares de vignes) près de la côte sud de la ville de Vigo. C'est le terroir le plus chaud des Rías Baixas[réf. souhaitée]. Les vins présentant cette mention contiennent au moins 70 % d'albariño et de loureira.
- Ribeira do Ulla (46 hectares de vignes) au sud de Santiago de Compostela. Vins majoritairement rouges.
- Soutomaior (19 hectares de vignes) le long de la rivière Verdugo. Vin exclusivement composé d'albariño.
- Val do Salnés (1 487 hectares de vignes), près de la côte au nord de la ville de Pontevedra. C'est le véritable foyer de l'albariño[réf. souhaitée]. Les vins présentant cette mention contiennent au moins 70 % d'albariño.

### Madrid
Le vignoble de Madrid ne comprend qu'une DO : l'appellation vinos de Madrid.

### Murcie
Le vignoble de Murcie comporte quatre DO. Ce sont les appellations suivantes :
- Alicante ;
- Bullas (es) ;
- Jumilla, région viticole située au nord la province de Murcie à une altitude comprise entre 300 et 700 mètres ;
- Yecla (es).

Trois vins de pays y sont également produits. Ce sont les appellations suivantes :
- Abanilla ;
- Campo de Cartagena ;
- Murcia.

### Navarre
Le vignoble de Navarre comporte une seule DO : l'appellation Navarra. Cette appellation unique est divisée en cinq sous-zones. Ce sont les crus suivants :
- Baja Montaña ;
- Ribera Alta ;
- Ribera Baja ;
- Tierra Estella ;
- Valdizarbe.

Il comporte également les appellations vino de pago (es) suivantes :
- Otazu ;
- Pago de Arínzano ;
- Prado de Irache.

Il est à noter qu'une petite partie du vignoble de la DOC rioja est situé en Navarre.

### Pays basque
Le vignoble du Pays basque comprend trois DO, toutes dévolues à la production d'un vin blanc, le txakoli. Ce sont les appellations suivantes :
- Arabako Txakolina, appelée Txakoli d'Alava (es) en castillan ; ce txakoli est produit dans la province d'Alava, autour de la ville d'Amurrio et a obtenu sa Denominación de Origen en 2001 ;
- Bizkaiko Txakolina, appelée Txakoli de Bizkaia (es) en castillan ; ce txakoli est produit le long de la côte de Biscaye et a obtenu sa Denominación de Origen en 1994 ;
- Getariako Txakolina, appelée Txakoli de Getaria (es) en castillan ; ce txakoli est produit autour de la ville de Getaria dans le Guipuscoa et a obtenu sa Denominación de Origen en 1990.

Le vignoble produisant le txakoli est cultivé sur des treilles ou treillis (appelé Parra en basque). Ce mode de conduite rappelle celui des vinhos verdes au Portugal. Le txakoli est un vin blanc légèrement effervescent, à forte acidité et d'une faible teneur en alcool (10 °C à 11 °C), produit dans les trois provinces de la Communauté autonome basque Euskadi. Dans la région d'Alava, la vinification a une longue tradition qui remonte aussi loin que 760 avant notre ère. Les premiers documents sur la vinification du txakoli en Biscaye remontent au VIIIe siècle.
Les txakolis, dans leur grande majorité, proviennent de vignes proches du golfe de Gascogne. Ces zones ont une forte pluviosité (entre 1 000 mm et 1 600 mm de précipitations annuelles en moyenne) et des températures moyennes entre 7,5 °C et 18,7 °C mais, à l'occasion, les vignes peuvent souffrir du gel.

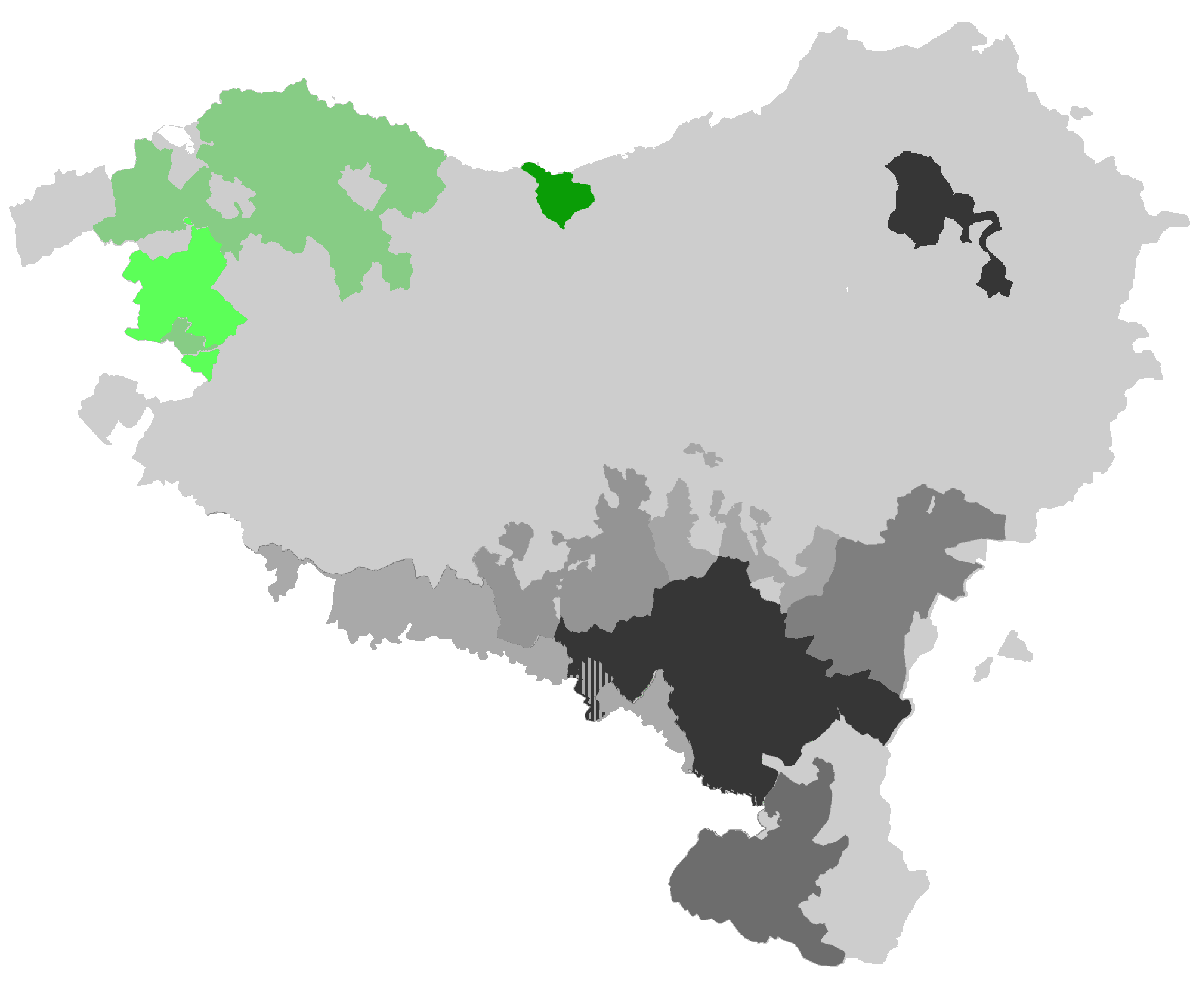
Txakoli d'Alava
Txakoli de Biscaye
Txakoli de Getaria

Ce vignoble était presque en danger de disparition vers le milieu du XIXe siècle. Il le resta jusqu'aux années 1980. Le vin de Txakoli était essentiellement vinifié par chaque propriétaire à la maison et bu presque exclusivement au Pays basque. À partir de 1994, certaines cuvées de txakoli ont réussi à atteindre les critères de qualité afin d'obtenir la certification de Denominación de Origen. La qualité ayant été améliorée, la diffusion et la demande du produit ont augmenté significativement. Aujourd'hui, il n'est pas rare de voir aux bords des routes la présence de Txakolindegi (lieu où se fabrique et se déguste le txakoli) qui sont aussi populaires que les Sagardotegi (cidrerie).

#### Txakoli de Getaria

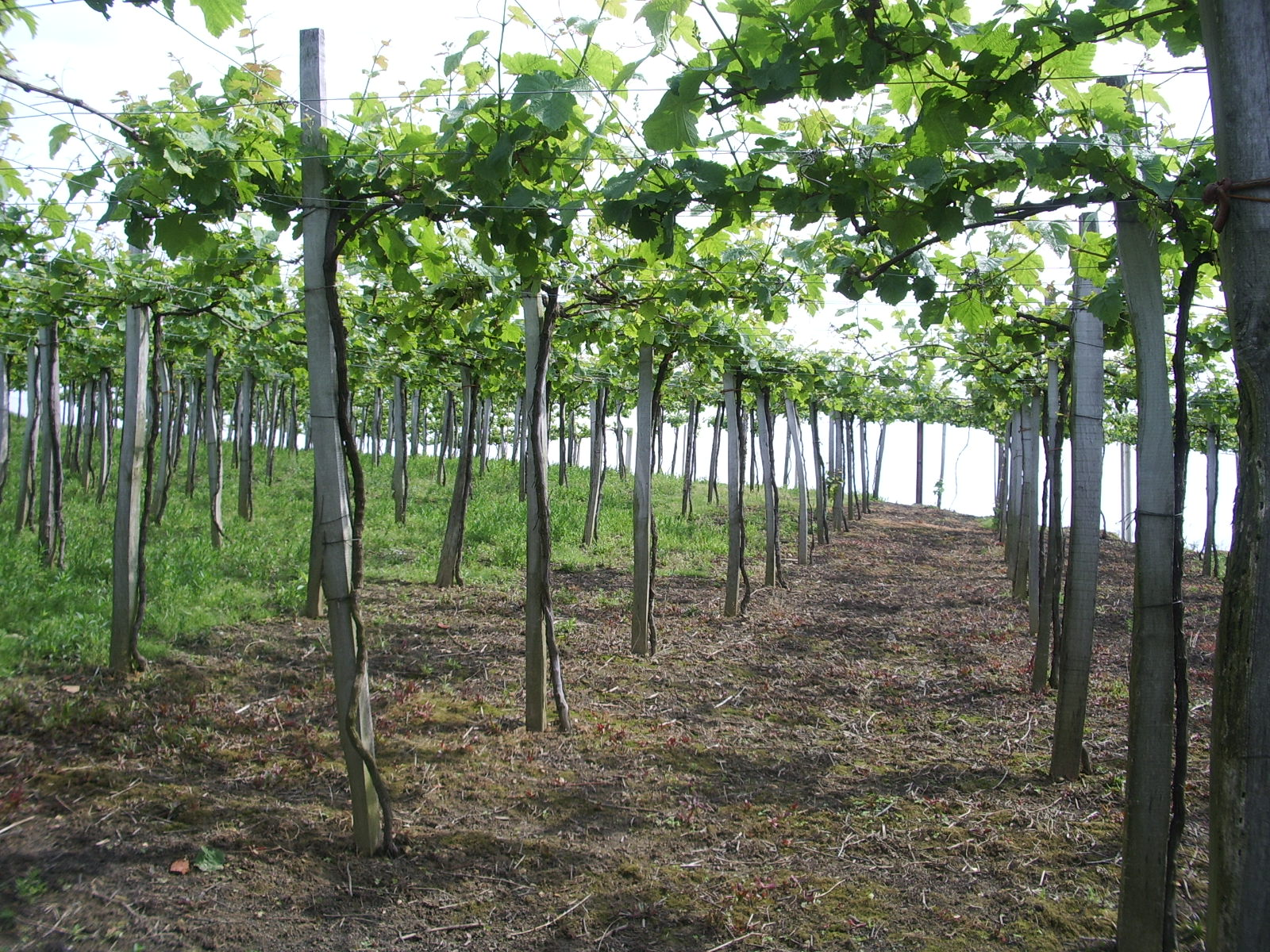
Les vignes en hautains du vignoble de Getariako Txakolina.

Txakoli de Getaria (Getariako Txakolina en basque, Chacolí de Guetaria en espagnol). Cette variété vient d'une petite région du Guipuscoa autour des municipalités de Getaria, Zarautz et Aia et sa robe est d'une couleur très jaune pouvant aller jusqu'à la couleur verte. Ce fut la première variété de txakoli à recevoir la certification DO en 1989. Bien que la superficie cultivée ait augmenté, passant de 60 ha à 177 ha depuis la certification, Txakoli de Getaria reste la plus petite appellation pour ce qui est de la superficie cultivée. Chaque année, quelque 9 000 hectolitres sont produits principalement sur des pentes orientées sud-est afin de protéger les vignes du mauvais temps venant de l'Atlantique.
Les types de cépage autorisés pour le blanc sont : Hondarribi zuri (courbu), Hondarribi Zuri Zerratia (petit courbu), Izkiriota (gros manseng), riesling et chardonnay (permis) ; pour le rosé et le rouge : Hondarribi beltza.
Au cours des dernières années, d'autres communes de la région ont également commencé à produire du txakoli, y compris Orio, Zumaia, Arrasate, Eibar, Mutriku, Deba, Zestoa, Fontarrabie, Villabona, Urnieta, Oñati, Beizama, Zerain et Olaberria.

#### Txakoli d'Alava
Le txakoli d'Alava (Arabako Txakolina en basque, Chacolí de Álava en espagnol) est situé à l'extrême nord-ouest de la province d'Alava. Ce txakoli n'a obtenu que très récemment la certification DO, en 2001. Sa robe est couleur jaunâtre, il est très acide et légèrement mousseux. Il est cultivé sur quelque 55 ha autour des villes de Aiara, Amurrio, Artziniega, Laudio et Okondo. À la fin du XXe siècle, les vignes étaient cultivées sur plus de 500 ha, mais il ne restait que 5 ha à la fin du XXe siècle, avant la récente renaissance.
Les raisins les plus couramment utilisés pour ce txakoli sont Hondarribi Zuria (« blanc Hondarribi ») mais d'autres raisins sont également autorisés : Bordeleza Zuria (folle blanche), Izkiriota Ttipia (petit manseng), Izkiriota (gros manseng) et du courbu.

#### Txakoli de Biscaye
Le txakoli de Biscaye (Bizkaiko Txakolina en basque, Chacolí de Vizcaya en espagnol) est produit dans la plus grande partie de la Biscaye, à l'exception de l'extrême ouest de la province, soit la comarque d'Enkarterri. Ce fut le deuxième txakoli à recevoir la certification DO en 1994.
Il est cultivé sur approximativement 150 ha et dans quatre-vingt-cinq villages et villes de la province avec une production de quelque 7 000 hectolitres chaque année. La qualité du txakoli varie tout comme les conditions microclimatiques.
Les variétés autorisées sont : Hondarribi Beltza, Ondarrabi Zuri Zerratia (petit courbu), Mune Mahatsa (folle blanche), Izkiriota (gros manseng), Izkiriota Ttippia (petit manseng), sauvignon blanc, riesling, chardonnay et Hondarribi Zuri. Historiquement, une autre variété de rouge léger appelée Oilar begi (« œil de poulet ») a également été utilisée. Cette dernière, qui avait presque disparu, fait maintenant un lent retour.

### La Rioja

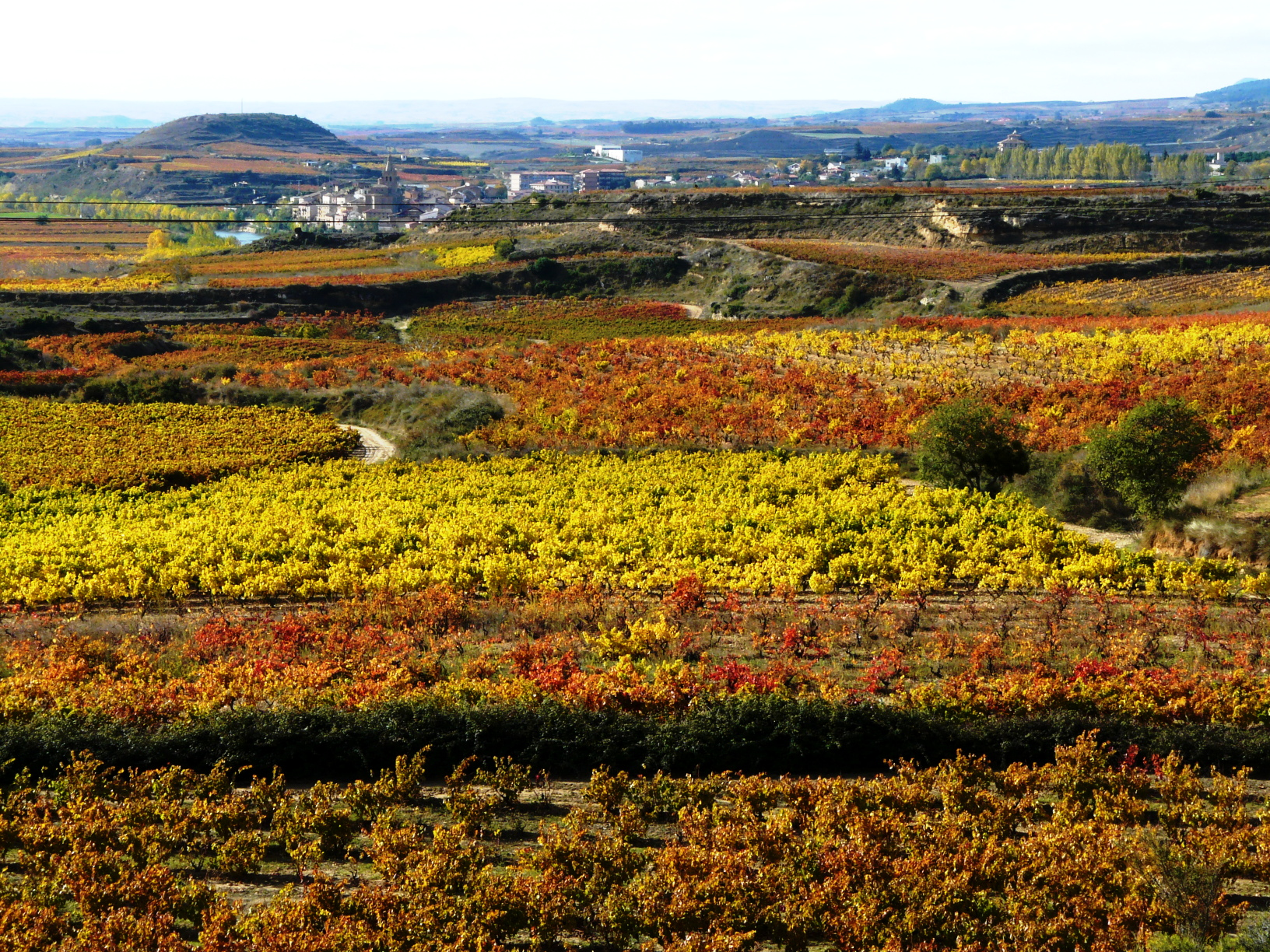
Vignobles de Briñas.

Le Vignoble de La Rioja ne comprend que deux appellations : la prestigieuse DOC rioja et le vin de pays valles-de-sadacia.
La Denominación de Origen Calificada (équivalent espagnol de l'AOC, appellation d'origine contrôlée) rioja est sans doute la plus réputée d'Espagne pour les vins rouges depuis le milieu du XIXe siècle.
Parmi les appellations d'origine (Denominación de Origen) d'Espagne, elle est la seule, avec le priorat, à jouir de la distinction DOC.
Son étendue dépasse les limites de la communauté autonome (ou région administrative autonome) de La Rioja, et couvre également des portions des communautés autonomes de Navarre, du Pays basque, et de Castille et Léon.
Les rioja sont des vins fins, aromatiques et équilibrés.
On y distingue trois sous-régions : Rioja Alta, Rioja Baja et Rioja Alavesa.

### Communauté valencienne
Le vignoble valencien comporte trois DO. Ce sont les appellations suivantes :
- Alicante ;
- Utiel-Requena ;
- Valencia.

Deux vins de pays y sont également produits : les appellations Castelló et El Terrerazo.